# Positron
Positron là phản hạt của electron với khối lượng và spin bằng khối lượng và spin của electron, nhưng có điện tích trái dấu với electron. Positron là phản hạt đầu tiên được phát hiện trong thế giới các hạt vi mô.
Trong chân không, positron tồn tại rất lâu với thời gian sống cỡ 4,3×1023 năm, tuy nhiên trong môi trường, nó lại có thời gian sống khá ngắn do bị hủy cặp gần như tức thời với electron của môi trường.

## Lịch sử phát hiện và nghiên cứu
Năm 1928, Paul Dirac công bố bài báo cho rằng các electron có thể có cả năng lượng dương và âm. Bài báo này giới thiệu phương trình Dirac một sự thống nhất của cơ học lượng tử, thuyết tương đối hẹp, và sau đó là khái niệm mới về Spin electron để giái thích hiệu ứng Zeeman. Paul Dirac là người đầu tiên đoán nhận về sự tồn tại của positron trên lý thuyết và rút ra được các tính chất của nó từ việc lý giải nghiệm âm của phương trình năng lượng. Vào năm 1932, Carl David Anderson đã phát hiện ra positron trong các tia vũ trụ với các tính chất hoàn toàn phù hợp với các tiên đoán của Dirac. Với phát hiện này ông đã nhận được giải Nobel vật lý năm 1936.
Anderson đã không dùng thuật ngữ positron, nhưng cho phép sử dụng nó như đề nghị của người biên tập tạp chí Physical Review mà ông gởi bài công bố phát hiện này năm 1932. Positron là dấu hiện phản vật chất đầu tiên và được phát hiện khi Anderson cho các tia bức xạ vũ trụ đi qua buồng mây và đĩa chì. Một nam châm bao quanh bộ dụng cụ này, làm cho các hạt bị uốn cong theo nhiều hướng khác nhau tùy theo điện tích của chúng. Các tia ion  bên trái theo mỗi positron để lại trên tấm ảnh với độ cong phù hợp với tỉ lệ khối lượng-điện tích của electron, nhưng khác hướng cho thấy rằng nó tích điện dương.
Anderson đã viết rằng positron có thể được phát hiện sớm hơn dựa trên công trình của Chung-Yao Chao chỉ khi nó được theo đuổi đến cùng. Frédéric và Irène Joliot-Curie ở Paris đưa ra chứng cứ về positron trên các tấm ảnh cũ khi các kết quả của Anderson được công bố, nhưng họ nhầm lẫn chúng là proton.
Positron cũng đã được phát hiện cùng lúc bởi Patrick Blackett và Giuseppe Occhialini ở Phòng thí nghiệm Cavendish Laboratory năm 1932.  Blackett và Occhialini đã hoãn công bố để tìm kiếm những dấu hiệu chắc chắn hơn, do đó Anderson trở thành người công bố phát hiện này đầu tiên.

## Thuộc tính

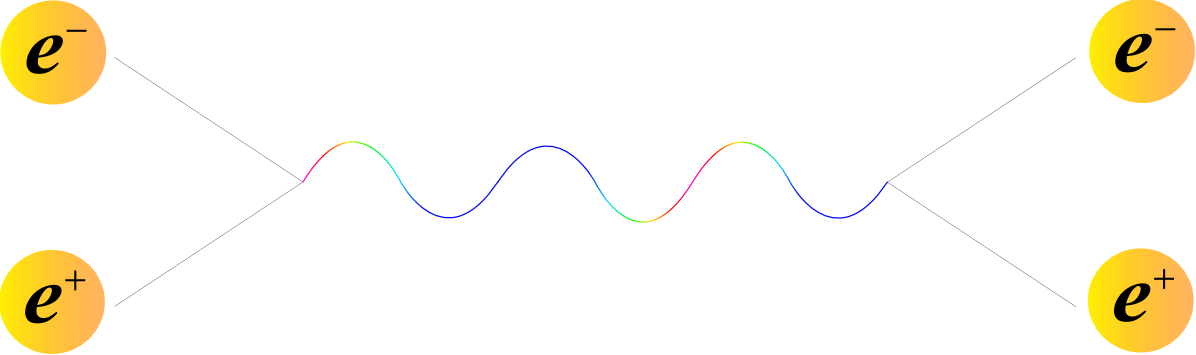
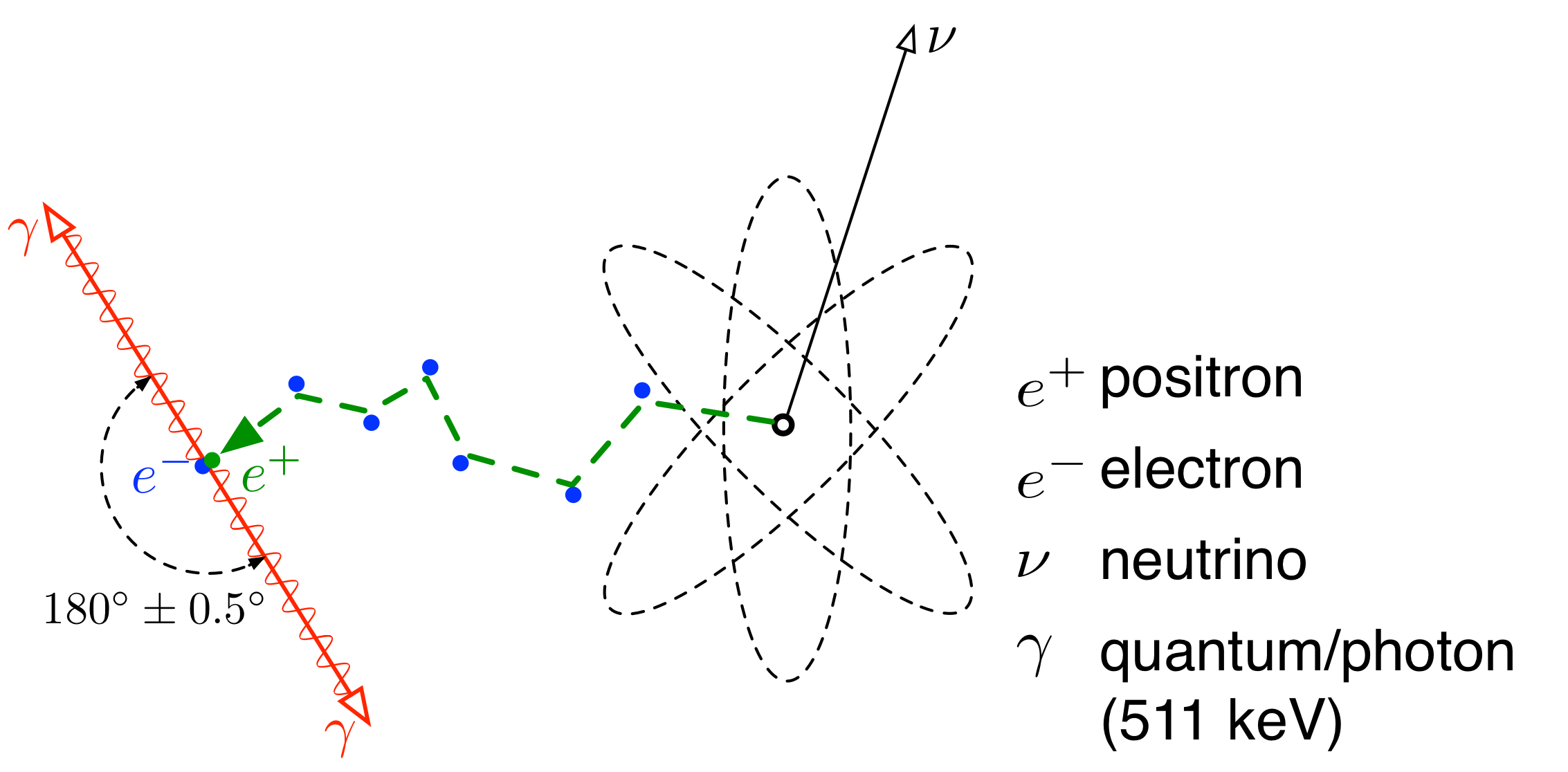

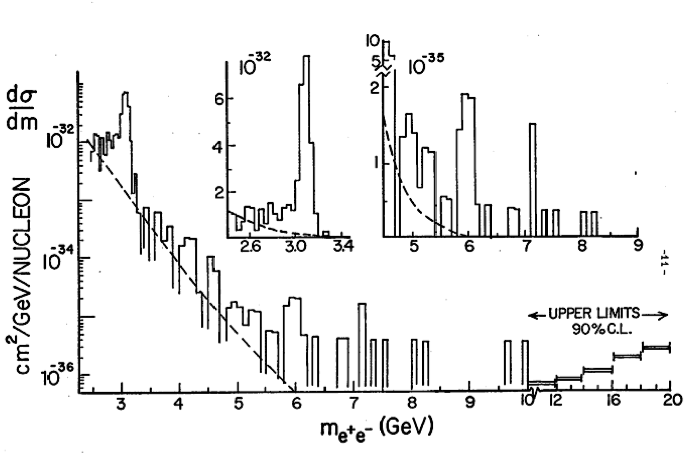

Có thể coi positron có 3 tương tác chính:
- Tán xạ với hạt mang điện nói chung
- Tạo muon μ
- Hủy cặp với electrron để tạo ra cặp lượng tử gamma bay ngược chiều nhau
